# Kupellonura biriwa
Kupellonura biriwa är en kräftdjursart som beskrevs av Gary C.B. Poore och Lew Ton 1988. Kupellonura biriwa ingår i släktet Kupellonura och familjen Hyssuridae. Inga underarter finns listade i Catalogue of Life.